# Парови (5. сезона)
Парови 5 је пета сезона српског ријалити-шоуа Парови. Сезона се приказивала од 25. децембра 2016. до 2. јула 2017. године на каналу Happy. Трајала је 189 дана. Водитељи пете сезоне су Бојана Ристивојевић, Анђела Лакићевић, Јована Јеремић, Миомира Драгићевић „Комшиница Зага”, Богољуб Митић „Ђоша”, Јована Јеловац Цавнић и Катарина Корша. Учесници који се такмиче називају се парови.
Победница пете сезоне је Далила Мујић, ријалити учесница и предузетница која је освојила главну награду у износу од 30.000 евра. Другопласирана је Слађана Петрушић, певачица, глумица и ријалити учесница која је освојила награду у износу од 12.000 евра. Треће место које је заузела Александра Суботић, освојила је награду у износу од 8.000 евра. Четврто место које је заузео Младен Вулетић, пето место које је заузео Дејан Драгојевић, шесто место које је заузела Анамарија Џамбазов и седмо место које је заузео Давид Драгојевић, освојили су награду у износу од 5.000 евра. Осмо место које је заузела Миљана Кулић, девето место које је заузео Милутин „Мили” Радосављевић, десето место које је заузела Весна Чавић Пајић „Ривас” и раније избачени Никола Страхнић „Плоћа”, освојили су награду у износу од 2.000 евра. Пета сезона представља прву сезону у којој је победник са подручја Босне и Херцеговине.

## Формат
Парови је такмичарски-шоу у којем група такмичара, названа парови, живи у прилагођеној „вили” (у ствари постављеној у згради канала Happy), непрестано под видео надзором. Док су у вили, такмичари су потпуно изоловани од спољног света, што значи да нема телефона, телевизије, интернета, часописа, новина или контакта са онима који нису у вили. Ово правило би се, међутим, могло прекршити у случају медицинске повреде, породичне нужде или смрти. Формат шоуа углавном се доживљава као друштвени експеримент и захтева да парови комуницирају са другима који могу имати различите идеале, уверења и предрасуде. Иако су закључани у кући, парови могу напустити такмичење. Ако би учесник прекршио правила такмичења, могао би бити избачен из виле. Учесници се такмиче за главну награду чија вредност варира током сезоне. Вила у којој се учесници налазе садржи потпуно опремљену кухињу, двориште, спаваћу собу, купатило, као и велику дневну собу, велики базен и тајну собу. Учесници су углавном из разних држава са Балкана.
Велика вила налази се у београдском делу града, Земуну. Вила садржи велику спаваћу собу са 24 кревета, велику опремљену кухињу, велику дневну собу, две туш кабине, два тоалета, тајну собу, три собе за изолацију, велики базен и велико двориште. Име виле у којој се такмичари налазе је „Вила парова”.
Током дана, парови имају игре у којима победник добија одређену награду. У време вечерњих емисија, водитељи ријалити-шоуаа долазе у програм и, често са гостима које чине новинари, постављају паровима питања, како из спољњег тако и из живота у ријалитију.

## Парови
| Име                           | Занимање                               | Резултат         |
| ----------------------------- | -------------------------------------- | ---------------- |
| Далила Мујић                  | Ријалити учесница и предузетница       | Победница        |
| Слађана Петрушић              | Певачица, глумица и ријалити учесница  | Другопласирана   |
| Александра Суботић            | Модел и ријалити учесница              | Треће место      |
| Младен Вулетић                | Музичар и предузетник                  | Четврто место    |
| Дејан Драгојевић              | Ријалити учесник                       | Пето место       |
| Анамарија Џамбазов            | Певачица и ријалити учесница           | Шесто место      |
| Давид Драгојевић              | Бивши фудбалер и ријалити учесник      | Седмо место      |
| Миљана Кулић                  | Ријалити учесница                      | Осмо место       |
| Милутин „Мили” Радосављевић   | Ријалити учесник                       | Девето место     |
| Весна Чавић Пајић „Ривас”     | Певачица, ријалити учесница и астролог | Десето место     |
| Тихомир Филиповић             | Ријалити учесник                       | Избачен          |
| Никола Лакић                  | Бивши фудбалер и ријалити учесник      | Избачен          |
| Бранка Окука                  | Правница                               | Избачена         |
| Мирела Лапановић              | Ријалити учесница                      | Избачена         |
| Никола Страхинић „Плоћа”      | Ријалити учесник                       | Избачен          |
| Мирјана Праизовић             | Ријалити учесница                      | Избачена         |
| Горан Калеб „Мич”             | Ријалити учесник                       | Избачен          |
| Дамир Соломун „”              |                                        | Избачен          |
| Дејан Станковић „Краљ”        | Водитељ и ријалити учесник             | Избачен          |
| Драган Тошић                  | Ријалити учесник                       | Избачен          |
| Тијана Максимовић             | Ријалити учесница                      | Избачена         |
| Јелена Крунић                 | Ријалити учесница                      | Дисквалификована |
| Јован Рачић „Јова Гамбино”    | Ријалити учесник                       | Избачен          |
| Ксенија Крањец                | Ријалити учесница                      | Избачена         |
| Милан Обрадовић „Мики Мећава” | Певач и ријалити учесник               | Избачен          |
| Омер „Омчо” Надаревић         | Јутјубер                               | Избачен          |
| Србољуб Суботић               | Криминалац                             | Изашао           |
| Теодора Радоичић              | Певачица и ријалити учесница           | Избачена         |
| Зерина Хећо                   | Певачица, списатељица и модел          | Изашла           |
| Кристина Спремо               | Манекенка                              | Избачена         |
| Славиша Пајкић „Биба Струја”  | Ријалити учесник                       | Избачен          |
| Бане Чолак                    | Ријалити учесник                       | Избачен          |
| Марко Влајковић               | Модел                                  | Избачен          |
| Александра Крстић             | Ријалити учесница                      | Избачена         |
| Станислава Васиљевић          | Ријалити учесница                      | Избачена         |
| Зоран Јаковљевић „Манијак”    | Ријалити учесник                       | Избачен          |
| Анђело Ранковић               | Манекен и фитнес инструктор            | Избачен          |
| Млађан Јовановић              | Фудбалер                               | Избачен          |
| Душан Тошић                   | Правник                                | Избачен          |